# Resolución 194 de la Asamblea General de las Naciones Unidas
La Resolución 194 de la Asamblea General de la Naciones Unidas fue aprobada el 11 de diciembre de 1948, cerca del final de la guerra árabe-israelí de 1948. La resolución expresa su agradecimiento por los esfuerzos del enviado de la ONU Folke Bernadotte después de su asesinato por los miembros del Lehi. Se trata la situación en la región del Mandato Británico de Palestina, establecer y definir el papel de la Comisión de Conciliación de las Naciones Unidas como una organización para facilitar la paz en la región. La resolución consta de quince artículos. Los más citados son:
- Artículo 7: la protección y el libre acceso a los Santos Lugares
- Artículo 8: la desmilitarización y el control de la ONU sobre Jerusalén
- Artículo 9: el libre acceso a Jerusalén
- Artículo 11: pide el retorno de los refugiados

## Recepción internacional y la interpretación

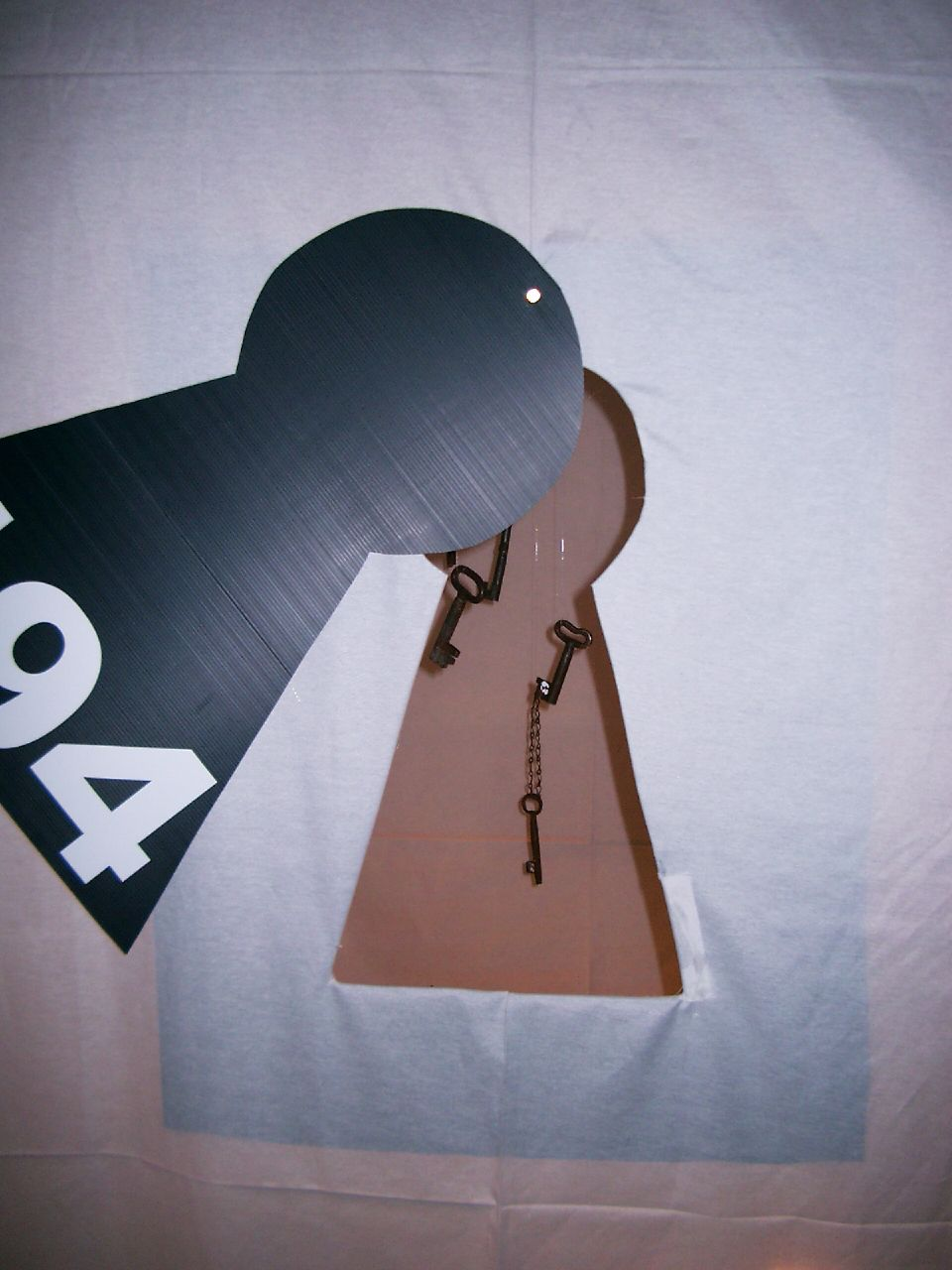
Esta obra se titula la Resolución 194, de la ONU. Las llaves simbolizan las casas de muchos palestinos obligados a abandonarlas. Estas llaves y el Handala son comúnmente los símbolos de palestinos el derecho al retorno

Muchos de los artículos de la resolución no se cumplieron en ninguna de las partes involucradas en la guerra árabe-israelí de 1948. Debido a su naturaleza cargada, hubo reacciones múltiples a la resolución. Dado que las resoluciones de la Asamblea no son vinculantes y solo sirven como declaraciones de asesoramiento, no hubo cumplimiento de la Resolución 194.

### Artículo 11 - Refugiados
El artículo 11 dice:

Resuelve que debe permitirse a los refugiados que deseen regresar a sus hogares y vivir en paz con sus vecinos, que lo hagan así lo antes posible, y que deberán pagarse indemnizaciones a título de compensación por los bienes de los que decidan no regresar a sus hogares y por todo bien perdido o dañado cuando, en virtud de los principios del derecho internacional o por razones de equidad, esta pérdida o este daño deba ser reparado por los Gobiernos o autoridades responsables.

El significado exacto y el momento de la ejecución de la resolución se disputa desde el principio. Desde finales de 1960, el artículo 11 ha sido cada vez más citado por los que lo interpretan como una base para el derecho de retorno de los refugiados palestinos.
Israel tiende por lo general oponerse a esta lectura, señalando que el texto se limita a afirmar que los refugiados "debe permitir" para regresar a sus hogares en el "lo antes posible" y esta recomendación se aplica solo a aquellos "que pretenden vivir en paz ... con sus vecinos ". La única excepción fue en la Conferencia de Lausana de 1949, donde un protocolo común fue aceptado por el gobierno israelí y los delegados árabes el 12 de mayo de 1949. Después de que Israel se había convertido en un miembro de las Naciones Unidas, ofreció repatriar a 100.000 refugiados. Esta oferta fue rechazada por los árabes,y posteriormente retirada por parte de Israel. David Ben-Gurion, el primer ministro de Israel, insistió en una entrevista con los miembros de la Comisión de Conciliación que, mientras Israel podría no contar con la dedicación de todos los refugiados árabes a permanecer "en paz con sus vecinos" - una consecuencia de ello, sostuvo, de los árabes », establece la falta de voluntad de permanecer en paz con el Estado de Israel - el reasentamiento no era una obligación para su país.
Los partidarios de esta línea de razonamiento a veces se plantea también la cuestión de un gran número de Judíos desplazados - por lo general citó entre 750.000 y 850.000 - que sostienen podría calificar como refugiados a los que podría ser aplicada la Resolución 194.
Se estima que alrededor de 4 millones de palestinos que viven en las comunidades de refugiados dispersos principalmente en Cisjordania, la Franja de Gaza, Jordania, Siria y el Líbano podría reivindicar un derecho de retorno de conformidad con este artículo, asumiendo la condición de refugiado es hereditario.

## La votación
Los resultados de la votación fueron los siguientes:
A favor
Argentina, Australia, Bélgica, Brasil, Canadá, China, Colombia, Dinamarca, Ecuador, El Salvador, Estados Unidos, Etiopía, Filipinas, Francia, Grecia, Haití, Honduras, Islandia, Liberia, Luxemburgo, Nicaragua, Noruega, Nueva Zelanda, Países Bajos, Panamá, Paraguay, Perú, Reino Unido, República Dominicana, Suecia, Sudáfrica, Tailandia, Turquía, Uruguay, Venezuela.
En contra
Afganistán, Arabia Saudita, Bielorrusia, Checoslovaquia, Cuba, Egipto, Irak, Líbano, Pakistán, Polonia, Siria, Ucrania, Unión Soviética, Yemen, Yugoslavia.
Abstenciones
Birmania, Bolivia, Chile, Costa Rica, Guatemala, India, Irán, México.